# Władysław Molenda
Władysław Molenda ps. "Grab" (ur. 22 czerwca 1902 w Zawadzie Starej, zm. 1992) – kapitan Batalionów Chłopskich i Armii Krajowej.
Uczestnik wojny polsko-bolszewickiej w 1920 r. i wojny obronnej Polski we wrześniu 1939 r. Oficer Batalionów Chłopskich, zastępca komendanta Obwodu Kozienice BCh, następnie oficer Obwodu Kozienice ZWZ-AK krypt. "Krzaki".
Wiosną 1945 oddziały pod jego dowództwem opanowały Garbatkę, Kozienice i Pionki. W czerwcu 1945 ujawnił swój oddział w nielegalnej organizacji niepodległościowej jako tzw. niezłomny żołnierz wyklęty. Inwigilowany przez UB i SB, wyjechał na tzw. Ziemie Odzyskane.